# Adogatás (tenisz)
Az  adogatás vagy más néven szerva a teniszben a labdamenet kezdete. Az adogatójátékos feldobja a labdát, magasan a levegőben megüti az ütőjével: a labda a háló érintése nélkül az ellenfél térfelén található átellenes adogatóudvarban pattan le. Az adogatónak felváltva a játéktér hosszanti jobb és bal fele mögül kell adogatnia, minden játékban jobb oldalról kezdve az adogatást. A döntő játékban az adogatásokat felváltva a játéktér hosszanti jobb és bal fele mögül kell adogatni, az első pontot a jobb oldalról adogatva. Az adogatójátékos nem tehet lépéseket szerválás közben, ezzel ugyanis félrevezethetné az ellenfelét. Ha az adogató ellép az eredeti helyéről a szervamozdulat közben, vagy rálép az alapvonalra, az hibának minősül.
A játékosok gyakran már a szervával szeretnék megnyerni a labdamenetet, ez akkor lehetséges, ha az ellenfél nem tudja a labdát szabályosan visszaadni. Az adogatás akkor is szabályos, ha az adogató nem fej fölül szervál (nem dobja fel a labdát), hanem lepattintja a földre, és alulról üti át. Ebben az esetben azonban a szerva lassú lesz, és az ellenfél könnyen megtámadhatja.

## Az adogatás típusai
Többféle szerva létezik, fő típusai: lapos, pörgetett (topspin), csavart (twist), nyesett (sliced).
A lapos szerva a leggyorsabb, ekkor a labda nem pörög a levegőben, hanem gyorsan átszeli azt, egyenes vonalban vágódik az ellenfél adogatóudvarába. Mivel ennél a szervánál a labda alig a háló fölött halad el, könnyen megakadhat benne, tehát nagyon pontosan kell ütni. Éppen ezért a játékosok legtöbbször középre ütik, ahol a háló alacsonyabb, és első szervaként próbálkoznak vele, mert ha elrontják, még mindig üthetnek egy második adogatást. A férfi teniszezők szervájának sebessége meghaladhatja a 200 km/h-t is.
A pörgetett (topspin) szerva ütésekor a játékos a labda alsó részét érinti a levegőben. Ez a szerva sokkal lassúbb. A labda pörgése lehetővé teszi, hogy magasan a háló fölött érkezzen az ellenfél térfelére, majd az adogatóudvarba bukjon. Éppen ezért ez a szerva sokkal biztonságosabb, mint a gyors, lapos adogatás, sokszor második szervaként ezt használják. A pörgetett szerva ütéséhez ennek ellenére gyakran nagyobb erő szükséges, mint a laposhoz.
A labda pörgése azt is eredményezi, hogy az magasra pattan. A fogadójátékosok általában jól tudják kezelni ezeket tenyeres oldalon, fonákkal viszont annál nehezebben. Éppen ezért a fonákra érkező pörgetett szerva jó előkészítés lehet szerva-röpte játékhoz. Ennek a szervának a technikája nehéz, mivel az adogató játékosnak egészen a feje fölött, sőt, még hátrébb kell megütnie a labdát. Ez összetett mozdulatsort igényel.
Nyesett adogatás: a jobbkezes teniszező a labda hátsó részét jobbra tartó mozdulattal üti meg (balkezes játékos ellenkező irányba csavar). A csavart labda a levegőben kissé balra tart, és lepattanáskor megcsúszik, és még kijjebb kanyarodik lepattanás után. Egy jó nyesett szerva a fogadó játékost egészen kimozdítja oldalirányba, így a teljes pálya megnyílik az adogató számára a támadáshoz. Ennél a szervánál a labda alacsonyan repül, nagy a hibaszázalék, így főleg első szervaként ütik. Ha sikerül, az ellenfél gyakran bele sem tud érni (ász), alkalmas az ellenfél kiszorítására, de pattanhat úgy is, hogy egészen testre érkezik, így a fogadó nem tudja megfelelően fogadni.
Pörgetett-nyesett szerva: az előzőek kombinációja, a labda lefele pörög, oldalra tart és magasra pattan. Alkalmas biztonsági szervának.
A csavart adogatás egy különleges típusú pörgetett-nyesett szerva, ami a lepattanás után máshogy viselkedik, mert sokkal inkább pörög, mint oldalra csavarodik. Éppen ezért földet érés után nem csavarodik kifelé, bal oldalra, hanem a földön irányt változtat, és jobbra pattan. Fonákkal különösen nehéz visszaadni, mivel a labda erősen, magasra pattan. Ez a legnehezebb szervatípus, az adogató játékosnak egészen a háta mögött kell megütnie a labdát. Kiválóan alkalmas szerva-röpte játékhoz: lassabban érkezik meg a szerva az ellenfélhez, és nehéz visszaadni.

## Az adogatás eredményessége

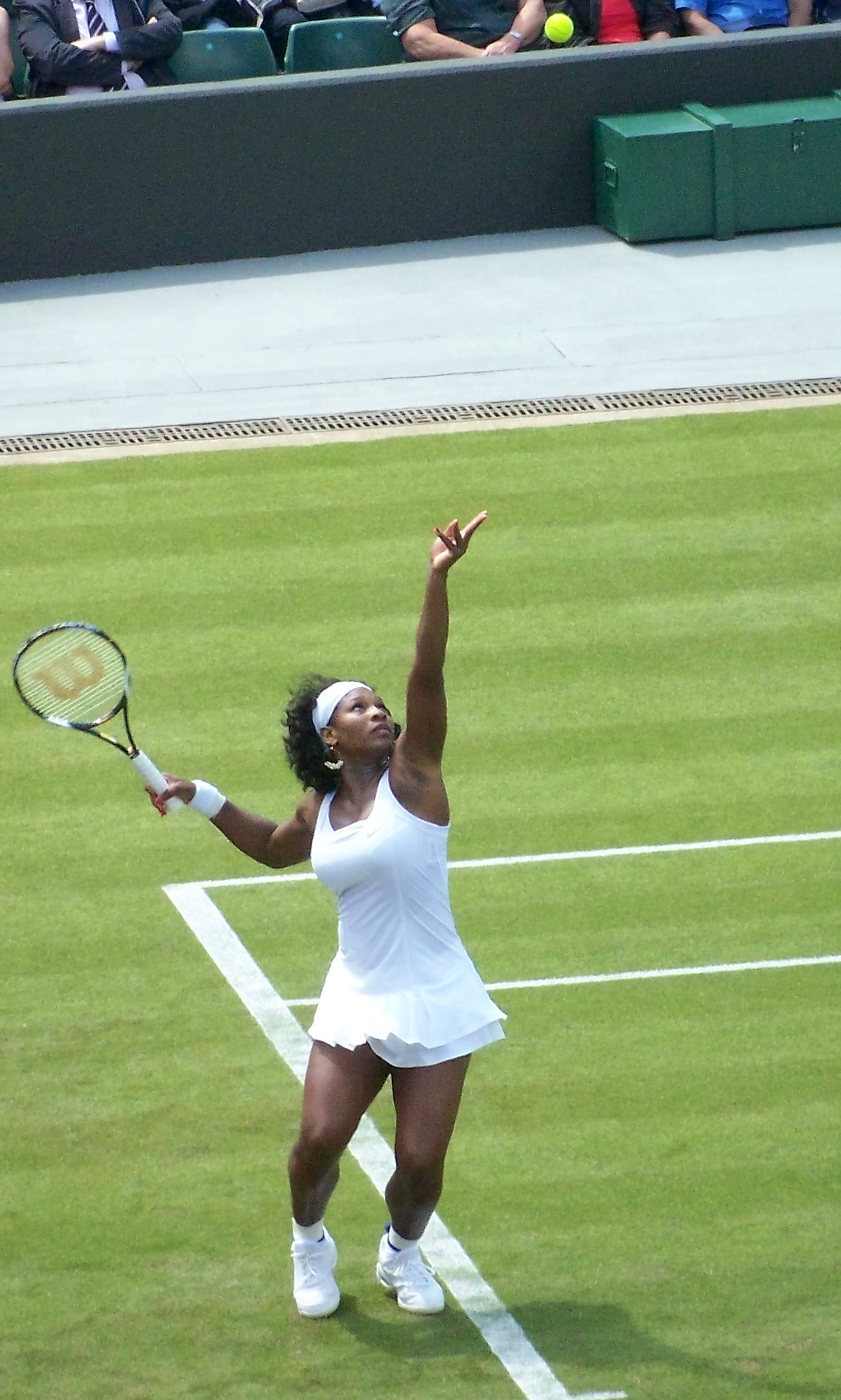
Serena Williams adogatás közben

### Jó adogatás
Jó adogatásról akkor beszélünk, ha a szerva szabályos volt, és vagy azonnali pontot eredményezett az adogató számára, vagy az ellenfél visszaütésével a játék folytatódott. Azonnali pontszerzést jelent, ha a fogadó fél bele sem tud érni a szabályos adogatásba, ezt nevezik a teniszezők ász szervának. Ugyancsak azonnali pontszerzést eredményez, ha a fogadó fél bele tud érni az adogatásba, de azt nem tudja visszajuttatni az adogató fél pályájára.

### Necces adogatás
Necces adogatásnak nevezik, ha a szabályosan végrehajtott szerva az ellenfél térfelének adogatóudvarába történő lepattanás előtt érinti a hálót. Ebben az esetben az adogatást meg kell ismételni.

### Hibás adogatás
Hibás az adogatás a következő esetekben:
- A labda a hálóba csapódik, és ezt követően nem kerül át az ellenfél adogatóudvarába.
- A labda az ellenfél adogatóudvarán kívül éri a talajt (out).
- Az adogató játékos lábhibát vét, azaz adogatás közben rálép a vonalra, vagy belép a pályára, vagy az adogatást nem egy helyből (jobbra,  balra vagy előre-hátra mozogva) végzi el. Az elmozdulás, belépés és vonalra rálépés a labda elütésének pillanatáig számít lábhibának. Nem számít hibának, ha az adogató adogatás közben egyik vagy mindkét lábát felemeli, felugrik.
- Ha az adogató megkísérli megütni a labdát, de elvéti.
- Ha a megütött labda a talaj érintése előtt a pálya valamely állandó tartozékát, az egyeslécet, vagy a hálótartó oszlopot érinti, vagy a  megütött labda megérinti az adogatót, az adogató partnerét, vagy bármit, amit az adogató vagy partnere a kezében tart, vagy visel.
- Ha az adogatást nem a megfelelő oldalról hajtották végre.

Első hibás adogatás esetén a játék a második adogatással folytatódhat, amelyet ugyanarról az oldalról kell elvégezni, mint az első adogatást. Ha a második adogatás is hibás az ellenfél számára jár pont. Ez utóbbit kettős hibának nevezzük.

## Az adogatással kapcsolatos fogalmak
Néhány fontosabb kifejezés:
- Ász: olyan nyerő adogatás, melynél az ellenfél nem tud hozzáérni a labdához.
- Első és második szerva: minden labdamenetnél két lehetősége van az adogatónak adogatni. A necces szervát minden esetben újrajátsszák.
- Kettőshiba: az adogató elrontja mindkét szerváját, így az ellenfél nyeri a pontot.
- Lábhiba: az adogató a labda elütése előtt rálép az alapvonalra, vagy azon belülre.
- Necc: a labda érinti a hálót, de nem akad meg benne, és utána a megfelelő adogatóudvarban pattan le. Az adogató újra ütheti a megfelelő szervát.
- Nyerő szerva/ász értékű adogatás: a fogadó beleér a szervába, de nem tudja visszaadni.
- Rontott szerva: a labda megakad a hálóban, vagy a megfelelő adogatóudvaron kívülre esik (out).
- Szerva-röpte játék: az adogató a szerva után rögtön felszalad a hálóhoz, hogy egy nyerő röptével befejezze a pontot.

## Rekordok
A leggyorsabb adogatást a férfiaknál az ausztrál Sam Groth ütötte 2012-ben, labdája 263,4 km/h sebességgel ért földet. A nőknél ugyanezt a rekordot 2014 óta a német Sabine Lisicki tartja 210,8 km/h sebességgel.